# Jasenak (biljni rod)
Jasenak (lat. Dictamnus), maleni biljni rod iz porodice rutovki kojemu pripadaju dvije vrste trajnica raširenih po Europi i Aziji. Ime roda dolazi po imenu za planinu Dikti na Kreti. Hrvatski naziv jasenak dolazi po sličnosti listova s listovima jasena

## Vrste
1. Dictamnus albus L.
2. Dictamnus dasycarpus Turcz.

- Dictamnus caucasicus (Fisch. & C. A. Mey.) Grossh. = Dictamnus albus L.